# Powerless (Say What You Want)
Powerless (Say What You Want) – pierwszy singel kanadyjskiej piosenkarki Nelly Furtado, promujący jej drugi album studyjny "Folklore". Piosenka została napisana przez Anne Dudley, Geralda Eatona, Nelly Furtado, Trevora Horna, Malcolma McLarena i Briana Westa, a wydana została 17 listopada 2003 w Australii i 8 grudnia, w Stanach Zjednoczonych. Teledysk do piosenki, wyreżyserował Bryan Barber.

## Lista utworów

### UK CD Single
1. "Powerless (Say What You Want)" (Album Version) – 3:53
2. "Powerless (Say What You Want)" (JOSH - Desi REMIX) – 3:12
3. "Powerless (Say What You Want)" (Alternative Acoustic Mix) – 3:47

### Australian CD Single
1. "Powerless (Say What You Want)" (Album Version) – 3:53
2. "Powerless (Say What You Want)" (Alternative Acoustic Mix) – 3:47
3. "Powerless (Say What You Want)" (JOSH - Desi REMIX) – 3:47
4. "Powerless (Say What You Want)" (Instrumental) – 3:53
5. "Fotografia" (feat. Juanes) – 3:47

### U.S. 12" Single A
1. "Powerless (Say What You Want)" (LP Version) – 3:53
2. "Powerless (Say What You Want)" (JOSH - Desi REMIX) – 3:12
3. "Powerless (Say What You Want)" (Mint Tea Dancehall Mix) – 3:42
4. "Powerless (Say What You Want)" (Maroon Mix) – 3:51
5. "Powerless (Say What You Want)" (Sox Remix) (feat. Shankhini) – 4:09
6. "Powerless (Say What You Want)" (Acapella) – 3:32

### U.S. 12" Single B
1. "Powerless (Say What You Want)" (Widelife's Outside Looking In Mix) – 9:50
2. "Powerless (Say What You Want)" (Acapella) – 3:25
3. "Powerless (Say What You Want)" (Junior's Sound Factory Remix) – 8:16
4. "Powerless (Say What You Want)" (Chab Remix) – 8:18

## Remiksy
- "Powerless (Say What You Want)" (Acapella) 3:25
- "Powerless (Say What You Want)" (Acoustic Version) 3:45
- "Powerless (Say What You Want)" (Album Version) 3:53
- "Powerless (Say What You Want)" (Alternative Acoustic Mix) 3:47
- "Powerless (Say What You Want)" (Chab Remix) 8:33
- "Powerless (Say What You Want)" (Dario Lauria Remix) 4:52
- "Powerless (Say What You Want)" (DJ Marakana Remix) 4:02
- "Powerless (Say What You Want)" (DJ Sonda Remix) 3:15
- "Powerless (Say What You Want)" (Instrumental) 3:53
- "Powerless (Say What You Want)" (JOSH - Desi REMIX) 3:16
- "Powerless (Say What You Want)" (Junior's Sound Factory Remix) 8:13
- "Powerless (Say What You Want)" (Leama & Moor Dub) 8:16
- "Powerless (Say What You Want)" (Leama & Moor Remix) 9:09
- "Powerless (Say What You Want)" (LP Version) 3:53
- "Powerless (Say What You Want)" (Maroon Mix) 3:52
- "Powerless (Say What You Want)" (Midnight Society's Tribal Bushwack Mix) 12:24
- "Powerless (Say What You Want)" (Mint Tea Dancehall Mix) 3:42
- "Powerless (Say What You Want)" (Non Bonjo Version) 3:33
- "Powerless (Say What You Want)" (OranGeFuZzZ Powerful Acapella Mix) 6:10
- "Powerless (Say What You Want)" (OranGeFuZzZ Powerful Club Mix) 7:41
- "Powerless (Say What You Want)" (OranGeFuZzZ Powerful Radio Mix) 3:55
- "Powerless (Say What You Want)" (Radio Edit) 3:52
- "Powerless (Say What You Want)" (Sox Mix) (feat. Shankhini) 4:09
- "Powerless (Say What You Want)" (Spanish Version) (feat. Juanes) 3:57
- "Powerless (Say What You Want)" (Wideife's Outside Lookin In Mix) 9:49